# Kościół św. Wacława w Irządzach
Kościół świętego Wacława – rzymskokatolicki kościół parafialny należący do parafii pod tym samym wezwaniem (dekanat lelowski diecezji kieleckiej).

## Historia
Świątynia istnieje od 1329 roku. Swoją obecną formę kościół otrzymał po przebudowach wykonanych w XVII i XVIII wieku.

## Architektura
Przebudowy spowodowały, że świątynia jest w zasadzie bezstylowa. Najstarszym elementem budowli jest prezbiterium zachowujące styl gotycki. Dobudowane dwie boczne kaplice nadały kościołowi plan krzyża. Niespotykaną sylwetkę kościoła nadaje kwadratowa wieżyca zakończona barokową wieżyczką. We wnętrzu szczególnie interesujący jest barokowo-klasycystyczny ołtarz główny pochodzący z około 1770–1780 roku. W jego centralnej części jest umieszczony późnobarokowy, pochodzący z początku XVIII wieku obraz Matki Bożej z Dzieciątkiem w sukience trybowanej. Na zasłonie obrazu znajduje się patron świątyni – św. Wacław. Po obu stronach obrazu są umieszczone rzeźby aniołów, rzeźba św. Rozalii i św. Barbary, a także rzeźby św. Biskupów. Ciekawa jest również barokowa ambona w formie łodzi płynącej po falach oraz polichromia z motywami geometrycznymi wykonana techniką temperową.